# Bhikkhu Pāsādika

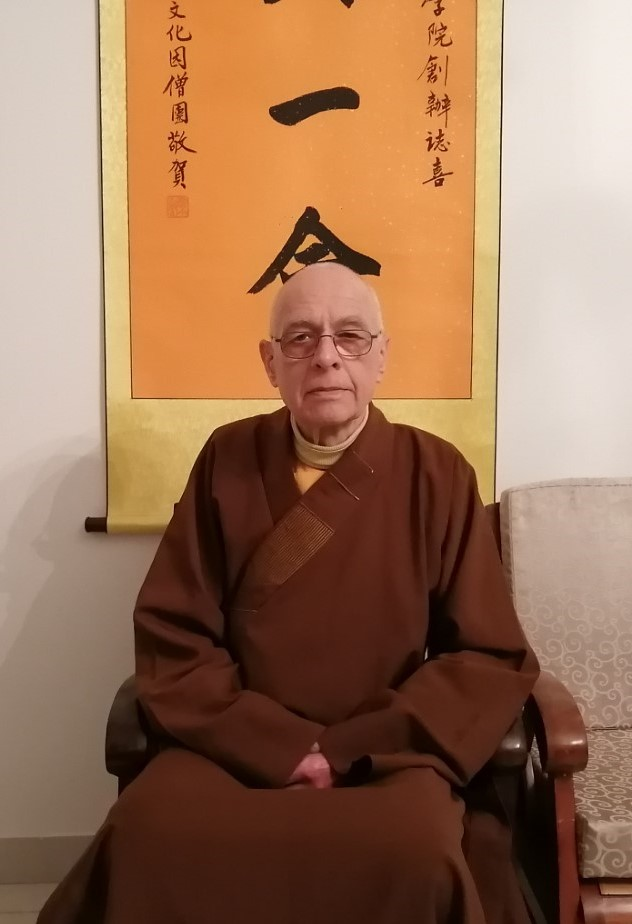
Meister Pâsâdika in seinem Büro an der französischen Buddhist-Akademie.

Bhikkhu Pāsādika (* 17. August 1939 in Arolsen als Eckhard Bangert) ist ein deutscher Indologe und buddhistischer Mönch. Sein Dharma- oder religiöser Name Pāsādika ist ein Pāli-Wort im Sinne von „freundlich“.
Er wurde 1960 gemäß der Theravāda-Tradition (alte Schule) in Thailand ordiniert. Er ist seit 1978  Mitglied des buddhismuskundlichen Forschungsinstituts Linh-Son in Joinville-le-Pont (Paris).
Im Oktober 2016 wurde er Präsident der Linh Son Buddhist Academy in Vitry-sur-Seine, Frankreich. 
Im September 2022 wurde er Direktor und Lehrer der Achtsamkeits-Meditation (Vipassana) an der Frankfurter Buddhistischen Akademie.

## Biographie

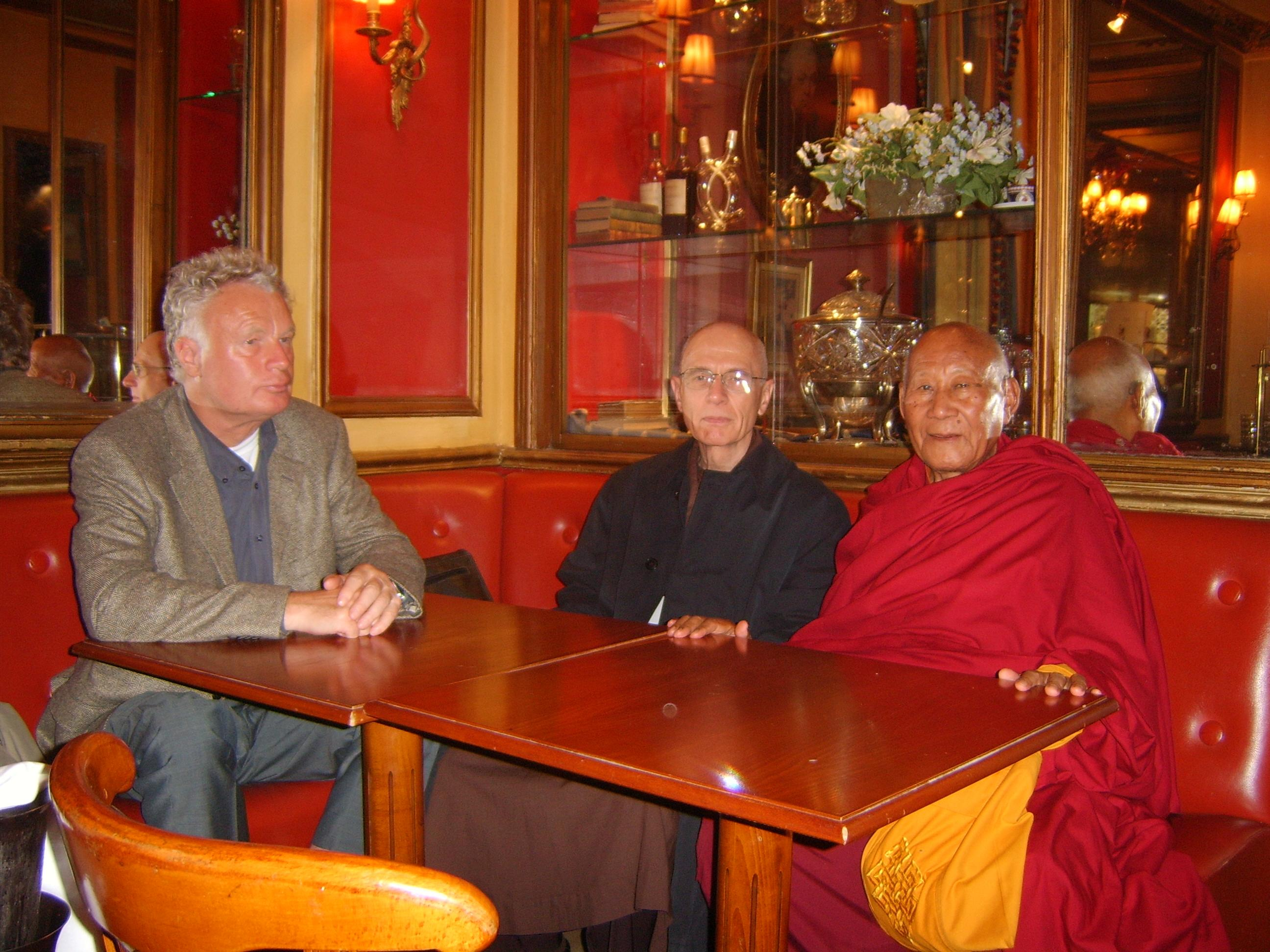
Bhikkhu Pāsādika (Mitte) mit Lobsang Tengye Geshe (rechts), Herr Dankmar Bangert (links)

Bh. Pāsādika spricht Deutsch, Englisch, Französisch und Thai; er studierte außerdem Sanskrit, Pāli, Hindi, buddhistisches Chinesisch, Tibetisch und Japanisch. Er erlangte seinen Masterabschluss in Pāli an der Magadh Universität in Bodhgaya. 1974 promovierte er in Buddhismuskunde an der Punjabi Universität in Patiala. Dort lehrte er anschließend als Dozent bis 1977 Pāli und Deutsch. Von 1978 bis 1982 war er als Redakteur der Vierteljahresschrift Linh-Son - publication d'études bouddhologiques in Joinville-le-Pont tätig. Gleichzeitig arbeitete er von 1980 bis 1993 als Wissenschaftlicher Mitarbeiter an der Akademie der Wissenschaften zu Göttingen. 1994 wurde er Lehrbeauftragter und im Folgejahr Honorarprofessor an der Universität Marburg. Außerdem war er Lehrbeauftragter an der Universität Würzburg (1996 bis 2000), Gastprofessor an der Universität Bochum (2002/2003) und Lektor für Sanskrit an der Universität Würzburg (2003). Er wurde 2007 emeritiert.

## Publikationen
- Siamesische Illustrationen der Buddhalehre: Erläuterungen zu einem traditionellen buddhistischen Manuskript aus Siam von   Buddhadāsa Bhikkhu, Social Science Association Press, Bangkok, 1969; Horst Erdmann Verlag, Tübingen, 1969

Excerpts from the Śūrańgama-Samādhi-Sūtra - in collaboration with Thubten Kalsang Rinpoche, World Fellowship of Buddhists, Bangkok, 1971, Bihar Research Society, Patna (2nd ed.), 1972, Library of Tibetan Works and Archives, Dharamsala (3rd ed.), 1975
- Kanonische Zitate im Abhidharmakośabhāṣya des Vasubandhu, Vandenhoeck & Ruprecht, Göttingen, 1989
- Nāgārjuna's Sūtrasamuccaya : a critical edition of the mDo kun las btus pa, Akademisk Forlag, Copenhagen, 1989
- Dharmadūta : mélanges offerts au vénérable Thich Huyên-Vi à l'occasion de son soixante-dixième anniversaire ed. in collaboration with Bhikkhu T. Dhammaratana, Éditions You-Feng, Paris, 1997

The Kāśyapaparivarta, Devanāgarī Edition and English Translation, Aditya Prakashan, New Delhi, 2015 (bez. biographischer Details u. Publikationsliste s. Rückumschlag dieser Veröffentlichung - www.bibliaimpex.com)
Eine vollständige Liste seiner Veröffentlichungen findet sich in:
- Pāsādikadānaṁ : Festschrift für Bhikkhu Pasadika herausg. von M. Straube et al., Indica et Tibetica 52, Marburg, 2009